# Waarschoot
Waarschoot es un municipio belga de la provincia de Flandes Oriental en la región de Flandes. Se conforma principalmente por las localidades de Beke y la localidad de Waarschoot. Hacia el 1 de enero de 2018, Waarschoot tuvo una población total de 7,967 habitantes y su densidad de población rondó los 364 habitantes por km². Y en 2018, su área total fue de 21,91 km².

## Demografía

### Evolución
Todos los datos históricos relativos al actual municipio, el siguiente gráfico refleja su evolución demográfica, incluyendo municipios después de efectuada la fusión el 1 de enero de 1977.
| Gráfica de evolución demográfica de Waarschoot entre 1846 y 2018 |
|                                                                  |

## Geografía

### Ubicación
I:Waarschoot  II:Beke

a. Eeklo

b. Lembeke (Kaprijke)

c. Sleidinge (Evergem)

d. Lovendegem

e. Zomergem

f. Oostwinkel (Zomergem)

## Política

### Alcaldes
Los alcaldes que ha tenido el municipio son los siguientes:

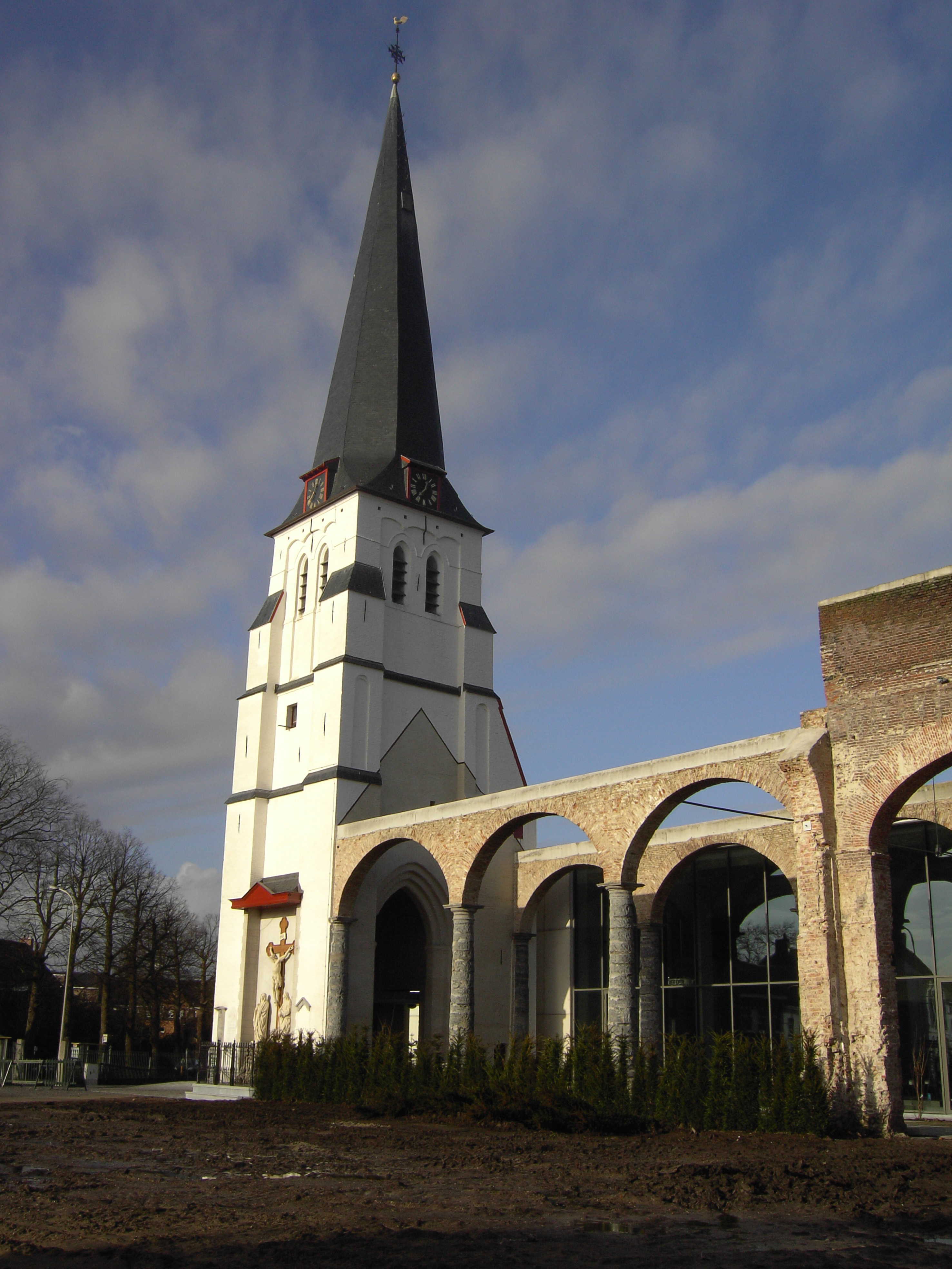
Una antigua Iglesia de la ciudad.

- 1929 - 1939 : Alfred Van Hecke
- 1947 - 1989 : Arsène De Prest
- 1989-1994 : Antoine Van Hulle
- 1995-2002 : Charles De Block
- 2002-2008 : Ghislain Lippens
- 2009-... : Ann Coopman

## Personajes Célebres
- Johan De Muynck (exciclista)